# Lymantria ichorina
Lymantria ichorina este o specie de molii din genul Lymantria, familia Lymantriidae, descrisă de Butler 1884 Conform Catalogue of Life specia Lymantria ichorina nu are subspecii cunoscute.